# Hydrasterias sacculata
Hydrasterias sacculata is een zeester uit de familie Pedicellasteridae.
De wetenschappelijke naam van de soort werd in 2006 gepubliceerd door Donald George McKnight.